# Historia Kruszwicy

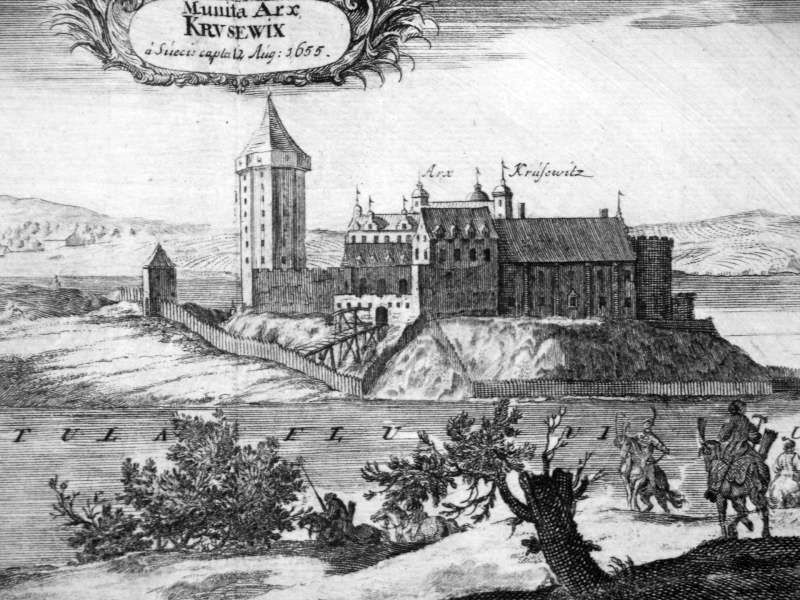
Zamek w Kruszwicy (1655)

Kruszwica swoim wiekiem może się równać z Kaliszem.. Przebiegały przez nią różne szlaki komunikacyjne, ale również ludzi przyciągały tu żyzne gleby, dość dobrze rozwinięte rolnictwo.

## Okres przedpiastowski
Pierwszy gród kruszwicki powstał 4 tysiące lat temu. Niektóre dowody wskazują na to, iż na tych ziemiach przebywali ludzie już 8 tysięcy lat temu. Szczególnie intensywne osadnictwo było wokół Gopła w okresie trwania kultury łużyckiej od schyłku epoki brązu, a głównie z okresów Hallstatt C (700–550) i Halstatt D (550–400 lat p.n.e.). Ludność tutejsza miała swoje osiedla na wyspach Gopła. Dwie osady z owego okresu odkryto m.in. na obu wyspach – Ostrowie Rzępowskim i Zamkowym, który obecnie tworzą Półwysep Rzępowski. Chaty w tym miejscu posiadały kształt czworoboków o wymiarach 3 metry na 3,5 metra, były zbudowane z drewna sosnowego, dębowego, grabowego, olchowego, wiązowego, topolowego. Szerokość ulic wynosiła 2,5 m. Trzecia leżała na wyspie oddalonej o 500 m na południe od Ostrowa Rzępowskiego. Czwarta mieściła się na wyspie Szarlej, oddalonej około 4 km w kierunku północnym od Wyspy Zamkowej. Wszystkie te osady posiadały prawdopodobnie charakter obronny. Najlepiej zbadany gród wybudowano na Ostrowie Rzępowskim, około 500 lat p.n.e. istniał przeszło 100 lat. Jego główną linię obronną stanowił wał o konstrukcji drewniano-ziemnej, zbudowany ze słupów drewnianych. Gród ów został spalony w czasie najazdu Scytów.
Zwiększenie osadnictwa nastąpiło w pierwszych wiekach naszej ery. Odkryto osady na terenie Starego Rynku w Kruszwicy. Istniała ona około VI w n.e., w czasie którego umieszcza się legendę o Czechu, Lechu i Rusie, reprezentowanych u różnych grup Słowian.
Rozwojowi osadnictwa w regionie nadgoplańskim sprzyjały okoliczność: urodzajna ziemia, jezioro rybne, źródła solankowe i przebiegające przez te tereny szlaki handlowe:
- Szlak bursztynowy, z południa Europy znad Dunaju przez Bramę Morawską, Opole, Kalisz, Konin, Kruszwicę i Inowrocław do Bałtyku,
- Szlak łączący Ruś z Gnieznem i Poznaniem.

W IX wieku Geograf Bawarski opisuje, że Kruszwicy podlegało 400 albo i więcej grodów. To tu swoją stolicę mieli Popielidzi, gdzie potem rozegrał się dramat króla Popiela. Goplanie mieli dogodne położenie, gdyż sąsiadowali z plemieniem Polan, z którym niejednokrotnie mieli konflikty, ale jednak złączyli się w jedno państwo.
Kruszwica najbardziej rozwijała się za czasów panowania Siemowita, Leszka, Siemomysła, Mieszka I, Bolesława Chrobrego, Mieszka II, Bolesława Śmiałego i częściowo za panowania Władysława Hermana. W okresie rządów pierwszych Piastów Kruszwica miała charakter stołeczny i rozbudowana była po obu stronach Jeziora Gopła, natomiast tuż przy grodzie panującego, na Wyspie Zamkowej, powstał Przygródek – ośrodek rzemieślniczo-handlowy.
Jedną z najbardziej znanych legend związanych z Kruszwicą jest ta o Popielu. To tu myszy go pożarły. Myszy symbolizują tu nie zwierzęta, ale ludzi, mieszkających we wsi Myszy, lub z rodem Myszanami. K. Szajnocha twierdzi, że myszami byli korsarze normańscy, którzy w tym czasie przebywali na terenach Polan i Goplan.

## Okres pierwszych Piastów
Po przyjęciu chrześcijaństwa w drugiej połowie X wieku na podgrodziu pobudowano kościół (oraculum) pod wezwaniem św. Wita, który spełniał role kościoła grodzkiego. Na wschodnim brzegu na początku XII w. (1120–1140 r.) zbudowano kościół pw. św. Piotra, który w założeniu pełnić miał rolę katedry dla nowo utworzonej diecezji kujawskiej. Prawdopodobnie podczas zjazdu książąt polskich (synów B. Krywoustego) z margrabią brandenburskim Albrechtem Niedźwiedziem erygowano nowy kościół szpitalny pw. św. Gotarda. W wykazie świętopietrza z lat 1320–1325 czytamy o kościele parafialnym Kruszwicy pw. św. Klemensa (obecnie na tym miejscu znajduje się kościół pw. św. Teresy). Z dawnych świątyń pozostała tylko jedna, znana bardziej jako Bazylika św. Piotra i Pawła w Kruszwicy.
Kruszwica była poważnym środkiem handlowym i rzemieślniczym. Mieszkańcy grodu zajmowali się rzemiosłem i produkcją rozmaitych wyrobów z metali nieżelaznych i szkła. W roku 1959 odkryto na dobrze zachowany piec odlewniczy i glinianą łyżkę z VIII i IX wieku. Znaleziono również ciekawą ceramikę z VI wieku. Pod koniec IX wieku w Kruszwicy mieszkało około 4000 ludzi. Wśród nich byli: rogownicy, tokarze, bednarze, zdunowie, kowale, kamieniarze, rybacy, myśliwi, złotnicy, budowniczowie statków, ogrodnicy i rolnicy. Początek produkcji szkła datuje się na schyłek XI i XII wieku, bo z tego wieku odkryto kilka dużych pieców do wytopu szkła. W okresie wczesnośredniowiecznym w kruszwickich hutach produkowano rudy żelaza, występujących na łąkach i mokradłach.
W Kruszwicy wyrabiano uprząż końską, wędzidła, kółka żelazne, młotki, ostrze żelazne do ciesiołki i narzędzia rolnicze, grzebienia z rogu i kości, ceramikę zwykła i budowlaną, jednobarwne płytki- żółte, zielono-granatowe, służące do wykładania posadzek i ścian monumentalnych budowli świeckich i sakralnych. Znane z tych ziem byłe witraże, paciorki, pierścionki i ozdoby z bursztynu. Jednymi z budowli ozdobionych przez kruszwickich rzemieślników była Katedra Gnieźnieńska i kościół w Trzemesznie. Z glinianych płytek polewanych ułożono posadzkę w różne wzory w katedrze św. Wita.
Wielu kruszwiczan zajmowało się warzelnictwem soli z miejscowych źródeł solankowych, była ona przedmiotem handlu. Tutejsza ludność zajmowała się również rybołówstwem. Oprócz łowienia ryb, ludzie wytwarzali sieci, haczyki i wszelkie narzędzia potrzebne do udanego połowu ryb. W pracy uczestniczyły także kobiety.
Kruszwica pełniła w monarchii wczesnopiastowskiej rolę „sedes regni principales”. W okresie rządów Kazimierza Odnowiciela Kruszwica pełniła bardzo ważną rolę, albowiem jako jeden z nielicznych ośrodków oparła się reakcji pogańskiej jak również została oszczędzona w okresie najazdu księcia czeskiego Brzetysława.
Gród rozwijał się bardzo szybko, aż do 1096 roku, kiedy to starszy syn Hermana, Zbigniew, wywołał bunt przeciwko ojcu i skrył się w Kruszwicy. Bunt został stłumiony, a ojciec kazał spalić miasto. Opis tych wydarzeń szczegółowo opisał Gall Anonim w swojej kronice. Później za czasów Bolesława Krzywoustego i Bolesława Kędzierzawego gród rozbudowuje się ponownie.
W 1109 roku Bolesław Krzywousty na czele licznych wojów kruszwickich wyruszył na bitwę z Pomorzanami pod Nakłem. Jak głosi legenda na katedrze św. Wita ukazał się młodzieniec nadzwyczajnej piękności, którego cudowny blask napełniał wszelką okolicę nadgoplańską. Ten młodzieniec zeskoczył z dachu kościoła i poprowadził wojsko prostą drogą w stronę Nakła. Gdy tam przybyli rzucił na miasto złoty oszczep po czym zniknął, a wojska obległy miasto i je podbiły.
W 1148 roku w Kruszwicy odbył się uroczysty zjazd z udziałem niemieckiego margrabiego Albrechta Niedźwiedzia, którego syn Otto poślubił córkę Bolesława Krzywoustego Judytę.
Od XII wieku Kruszwica miała swojego kasztelana, czyli urzędnika sprawującego władzę w grodzie i podległym mu terenie. Pierwszym był Piotr Wszeborowic Wielki od 1176 roku, ten sam który ufundował rotundę w Strzelnie. To on rozkazał ustawić w odległości 52 km od Kruszwicy drogą na Kalisz inskrypcję, która mówiła, że jesteś w połowie drogi do Kruszwicy.
Znane są liczne dokumenty dotyczące kasztelanii kruszwickiej: szczegółowe dokumenty dotyczące miejscowości przynależących do kasztelanii. Dokument z 1 września 1199 roku wydanego przez Bolesława Pobożnego mówi o oddzieleniu się od Kruszwicy kasztelanii radziejowskiej.
Od XII wieku Kruszwica była siedzibą archidekanatu terytorialnego, do którego należały dekanaty – inowrocławski i radziejowski. W XIV wieku należało do niego 7 parafii, a w XV wieku już 12 parafii.
Ze źródeł z 1295 roku wynika, że Kruszwica była województwem. Pierwszym wojewodą był Adam. W późniejszych dokumentach tytuł wojewody się powtarza.
Pod koniec panowania Bolesława Kędzierzawego sytuacja Kruszwicy pogarsza się. Najpierw biskupstwo kujawskie zostaje przeniesione do Włocławka, później panujący na Kujawach Kazimierz I ustanowił w 1252 roku komorę celną na moście. Wkrótce z rozkazu księcia kaliskiego Bolesława Pobożnego w 1271 roku miasto zostało spalone, by te nie wpadło w ręce Pomorzan. Ofiarą zniszczenia padło podgrodzie i wiele innych zabudowań. Od tej pory Kruszwica już nigdy nie podniesie się tak szybko i nie będzie miała taki wpływ na losy Polski jak Inowrocław lub Gniezno.

## Upadek Kruszwicy
W wyniku układu między Władysławem Łokietkiem a z jego bratankiem księciem inowrocławskim, zawartego w listopadzie 1306 roku ustalono granice ich posiadłości w obrębie kasztelanii kruszwickiej. Kasztelania była też często przedmiotem sporu między Ziemomysłem, Bolesławem Pobożnym i Władysławem Łokietkiem. W roku 1311 sytuacja się ustaliła i odtąd kasztelania była pod wpływem Władysława Łokietka.
W końcu XII wieku terytorium inowrocławskie występuje jeszcze łącznie z Kruszwicą aż do czasu, gdy Bolesław Pobożny rozdzielił Kujawy, które pozostały w rękach Siemomysła, lecz bez kasztelanii kruszwickiej.
W 1332 roku Kruszwica przeżywa najazd Krzyżaków i jest w ich władaniu do 1343 roku, czyli do daty pokoju kaliskiego. Krzyżacy odchodząc chcieli zniszczyć miasto, jednak kasztelan Antoni z Kujaw ocalił je dając im okup.
Czynnikiem podbudowującym nadgoplańskie miasto było nadanie jej w 1303 roku niemieckich praw miejskich.
W 1343 roku Kazimierz III Wielki buduje tu zamek z wieżą. Król odwiedza miasto dwa razy, najpierw w 1358 roku, a potem w 1370.
Kazimierz Wielki, sporządzając testament ziemię kruszwicką przekazał księciu słupskiemu Kazimierzowi. Zapis ten został zakwestionowany, w wyniku czego Kruszwicą kolejno władali: Władysław Biały, Siemowit i Władysław Jagiełło.
W 1391 roku książę mazowiecki zamek kruszwicki oddał w zastaw rycerzowi Czamborowi. Ten zaś zawarł z Krzyżakami układ sojuszniczy. W układzie zobowiązał się do wystawienia 200-osobowego oddziału w przypadku wojny z Polską. Kruszwica została najechana przez oburzone układem rycerstwo polskie, ale nie zdobyła zamku.)
8 czerwca 1422 roku król Władysław Jagiełło nadał Kruszwicy potwierdzenie praw miejskich w Żninie, gdzie przebywał tu na postoju w czasie podróży do Gniezna. Tym samym wyznaczył targ tygodniowy na sobotę i trzydniowy jarmark na dzień św. Klemensa (23 listopada) z wolnym handlem. Miasto odtąd miało własny samorząd z burmistrzem i wybieraną radą. Kruszwica była też siedzibą powiatu w województwie brzesko-kujawskim, a na zamku rezydowali starostowie królewscy. Pierwszym starostą był Piotr Małocha z Małochowa od 1377 roku. Otrzymał on Kruszwicę z zastaw za 2000 grzywien od królowej matki Elżbiety. Po uzyskaniu praw miejskich miasto ustaliło swój herb – gruszę.
Między 1422 a 1471 ustalił się powiat kruszwicki, który przetrwał do XVIII wieku. Ulegał on częstym zmianom granic, kurczył się i rozciągał pod wpływem różnorodnych zmian politycznych i gospodarczych.
W 1460 roku Kazimierz IV Jagiellończyk nadał dalsze przywileje Kruszwicy zwalniając mieszczan od wszystkich opłat za uczestnictwo w targach w Brześciu, Inowrocławiu, Radziejowie i innych miastach. Zygmunt III Waza w roku 1592 ustanowił tu 4 jarmarki.
Pieczęć miasta pochodzi z 1553 roku, a jej wersja zmieniona z 1582 roku. Brak jest dowodów na to, że miasto posiadało pieczęć wcześniej.
Ponowne przywileje potwierdził tu Zygmunt Stary w 1538.
Za czasów starosty Adama Balińskiego pod koniec XVI wieku w zamku kruszwickim odbyły się nabożeństwa braci czeskich. Reformacja jednak nie przyjęła się na tych terenach.
W XVI wieku w Kruszwicy żył pisarz, kustosz kolegiaty ks. Stanisław Grochowski. Opisał on około 1600 roku w utworze rymowanym wieś Piecki położoną niedaleko Kruszwicy. Pisał on wiersze, satyry i pamflety. Prof. dr Konrad Górski nazwał je „perełkami literackimi”.
Kolejne przywileje potwierdzili tu królowie: Władysław IV w 1635, Jan III Sobieski w 1680, August II Mocny w 1701 i 1720.

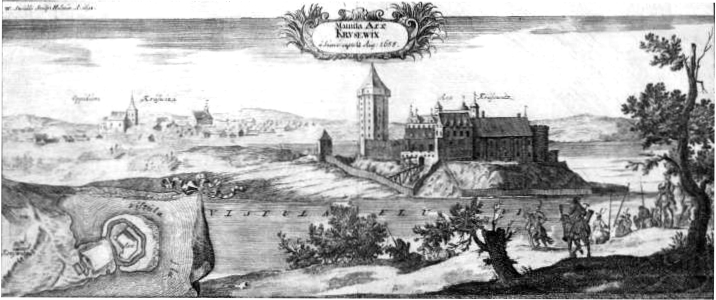
Erik Dahlbergh, Munita Arx Krusewix, XVII w.

Kruszwicę często nawiedzały pożary. Gdy Szwedzi wkroczyli na ziemie Polski, ich wojska zajęły w 1655 roku Kruszwicę. Opuścili ją 18 czerwca 1657 roku niszcząc i podpalając miasto, spaleniu uległ także most. Pewna opowieść mówi, że pewien Adam odkupił od Szwedów Bazylikę Kolegiatę i Zamek kruszwicki, ale wojska wroga i tak zniszczyły zamek pozostawiając Mysią Wieżę. Po tym wydarzeniu miasto liczyło 8 mieszkańców. I tak w stanie wielkiej ruiny miasto przebywa przez niemal dwa wieki.
Historię Kruszwicy szczegółowo opisywali kronikarze: Gall Anonim, Wincenty Kadłubek, Baszko (Godysław), Jan Długosz, Janko z Czarnkowa.

## Pod zaborem pruskim
W 1772 Kruszwica trafiła pod zabór pruski. Miała wtedy zaledwie 14 domów i 57 mieszkańców. W latach 1807–1815 należała do Księstwa Warszawskiego, a po traktacie wiedeńskim do Księstwa Poznańskiego, gdzie została przydzielona do powiatu inowrocławskiego. W 1887 roku weszła w skład nowego powiatu strzelińskiego.
W 1836 roku przekopano kanał na Bachorzy, niegdyś łączący Jezioro Gopło z Wisłą. Następnie wykopano kanał notecki, który sprawił, że wody jezioro opadły o około 6 (? – chyba mniej, dziś podaje się około 3–4) metrów.
11 grudnia 1880 roku zostaje powołane Towarzystwo Akcyjne w Kruszwicy, które rok później uruchamia cukrownię.
W 1889 roku Kruszwica otrzymała połączenie kolejowe z Inowrocławiem, a tym samym z całym krajem. W 1900 roku uruchomiono rzeźnię i młyn gospodarczy, a w 1905 roku gazownię. Inwestycje te przyczyniły się do zwiększenia liczby mieszkańców i eksploracji urodzajnych gleb kujawskich.
Wzrost liczby mieszkańców w XIX wieku:
- 1816 r. – 135
- 1861 r. – 639
- 1885 r. – 1606
- 1895 r. – 2700, w tym 469 Niemców
- 1905 r. – 2937

Rada miejska składała się również z większości Polaków. W 1913 roku na 12 radnych jedenastu było Polakami.
Kruszwiczanie polskiego pochodzenia uczestniczyli w licznych powstaniach i walce z germanizacją. W czasie Wiosny Ludów i powstania styczniowego organizowano oddziały powstańcze.
Kruszwiczanie uczestniczyli w:
- powstaniu kościuszkowskim 1794
- Wiośnie Ludów 1848
- powstaniu styczniowym 1863
- powstaniu wielkopolskim 1918/1919

W 1860 roku chciano zorganizować obchody 1000-lecia państwa polskiego, licząc od 860 roku, jako rok wstąpienia Piasta Kołodzieja na tron. Patronował w tej sprawie znany historyk Joachim Lelewel, przebywający na emigracji w Brukseli. Do uroczystości jednak nie doszło na skutek zakazu władz.
W 1879 roku w Kruszwicy odbyło się 50-lecie twórczości Ignacego Kraszewskiego.
W 1895 roku Edmund Callier napisał pierwszą monografię Kruszwicy.
W 1906 roku doszło do strajku szkolnego, gdy pruskie władze wprowadziły szkolnictwo niemieckie. W strajku brało udział 200 uczniów.
3 stycznia 1919 roku Kruszwica była wolnym polskim miastem, a na Mysiej Wieży został powieszony polski sztandar narodowy. Jeszcze tego samego dnia Maria Daleszyńska uszyła sztandar, który jeszcze tej samej nocy na Mysiej Wieży powiesili powstańcy Drzewiecki, Szablewski i Wysocki.
Pierwsze posiedzenie w niepodległej w Kruszwicy odbyło się 14 czerwca 1919 roku. W tym czasie burmistrzem był Niemiec Raho, który nie znał j. polskiego, ale od września burmistrzem został aptekarz Roman Marcinkowski.

## Okres międzywojenny i okupacja hitlerowska
Po odzyskaniu przez Polskę niepodległości, Kruszwica znalazła się w powiecie strzelińskim i była w nim do 1931 roku. W latach 1931–1938 Kruszwica należała do powiatu mogileńskiego. A od 1938 roku do powiatu inowrocławskiego.
Po tych wydarzeniach nastąpił kolejny wzrost mieszkańców. W 1921 roku miasto liczyło 3148 mieszkańców, w tym 180 Niemców i 27 Żydów. We wrześniu 1938 roku liczba mieszkańców wzrosła do 5345.
W 1920 roku Henryk Makowski założył w Kruszwicy Kujawską Wytwórnię Win, która produkowała około 30 gatunków win, miodów pitnych, soków owocowych, cieszących się dużym popytem.
W 1925 roku Zakłady Rolniczo-Przemysłowe wybudowały młyn o zdolności przerobowej 35 ton na dobę. Powstała też mleczarnia i rzemieślnicze zakłady metalowe, a cukrownię rozbudowano.
W 1934 roku rozpoczęto budowę wodociągów miejskich i kanalizacji. W tym czasie w mieście prosperowało 8 piekarni, 7 masarni i 1 jatka, 7 restauracji, 4 kawiarnie, 12 sklepów spożywczych, 4 zakłady fryzjerskie, 2 hotele i schronisko turystyczne.
W 1922 roku rozpoczęto budowę kaplicy św. Teresy od Dzieciątka Jezus, w stylu modernistyczno-klasycystycznym. Pracami kierował Stefan Cybichowski, a budowę zakończono w 1926 roku.
Najbardziej zasłużonym burmistrzem w Kruszwicy był Stanisław Borowiak (1925–1937). Za jego czasów wybudowano tu wodociągi (1935), kanalizację miejską, wybudowano Dom Starców, Stację Opieki nad Matką i Dzieckiem.
W 1939 roku Rada Miejska, która kierowała życiem w mieście zdecydowała o zorganizowaniu Nadgoplańskiego Muzeum Regionalnego, jednak uchwała nie została zrealizowana, z powodu najazdu hitlerowskiego.
9 września 1939 roku do Kruszwicy wkroczyły wojska niemieckie. Od pierwszych dni prześladowano Polaków. Masowo wysyłano ich na roboty do Niemiec. Kolegiatę zamieniono na magazyn zboża, w szkole uczono po niemiecku, a polskie książki wysłano na makulaturę. W ręce Niemców weszły: 10 polskich przedsiębiorstw kruszwickich, 12 warsztatów rzemieślniczych, 250 gospodarstw rolnych. Wysiedlono około 600 rodzin pozbawiając ich mienia.
Dokonywano masowych aresztowań i morderstw. W lesie niedaleko Rożniat zamordowano 42 Polaków. Na polach łagiewnickich rozstrzelano 36 obywateli polskich. Na ziemiach nadgoplańskich zamordowano ponad 220 osób.
19 stycznia 1945 roku Armii Czerwona i walczące u jej boku Ludowe Wojsko Polskie zdobyly Kruszwicę.

## Po II wojnie światowej
W wyniku zmiany ustroju cukrownia i winiarnia zostały upaństwowione, powstały PGR-y (raczej nie w samej Kruszwicy).
Na podstawie dekretu PKWN z 31 sierpnia 1944 zostały utworzone miejsca odosobnienia, więzienia i ośrodki pracy przymusowej dla „hitlerowskich zbrodniarzy oraz zdrajców narodu polskiego”. Obóz pracy nr 119 Ministerstwo Bezpieczeństwa Publicznego utworzyło w Kruszwicy.
W 1954 roku przeprowadzono remont kolegiaty przywracając jej styl romański. Zdjęto tynki i odsłonięto bloki piaskowca i granitu, zmniejszono okna, usunięto ceglane fryzy i gzymsy, przebudowano dach.
W 1959 roku wykopano trzeci kanał nadgoplański łączący Gopło z Wartą, o długości 31 kilometrów.
W latach 1952–1956 wybudowano Zakłady Tłuszczowe zwane wtedy Kujawskimi Zakładami Przemysłu Tłuszczowego. Obecnie produkują one olej kujawski, liczne margaryny, w tym najsławniejszą Manuel (w 1976 roku otrzymały one największą w Polsce olejarnię produkującą 90 000 ton oleju rocznie).
W 1965 roku wybudowano dworzec kolejowy, obecnie już nieprosperujący, i stadion sportowy. Rozszerzona została elektryfikacja ulic, sieć gazociągowa i kanalizacja.
5 czerwca 1960 roku Kruszwica przeżyła swoje święto. Odbyły się tu obchody 1000-lecia państwa polskiego. Gościem specjalnym był przewodniczący Rady Państwa PRL Aleksander Zawadzki. Głównym celem obchodów było otwarcie nowej szkoły 1000-lecia.
15 września 1967 roku został utworzony Nadgoplański Park Tysiąclecia.
Z okazji 25-lecia istnienia PRL wybudowano tu amfiteatr, obecnie miejsce występowania artystów i świętowania.
Stan wojenny w Kruszwicy przyniósł zmiany. Praca Urzędu została przekazana pod nadzór Komisarza Wojskowej Rady Ocalenia Narodowego z Jednostki Wojskowej w Inowrocławiu. Przez ten czas nie odbyły się wybory, a kadencja rady miejskiej została przedłużona o 2 lata.

## Po 1989
W wyniku reformy 6 czerwca 1990 roku odbyły się wybory na burmistrza Kruszwicy. Pierwszym burmistrzem został Tadeusz Gawrysiak.
Od 1992 roku wydawane jest pierwsze lokalne czasopismo „Panorama kruszwicka” przez samorząd miejski Kruszwicy.
Od listopada 2005 roku ukazuje się „Tygodnik Kruszwica”, będący bezpłatnym dodatkiem do wydania magazynowego „Expressu Inowrocławskiego”.

## Burmistrzowie Kruszwicy
W latach 1919–1945
- do IX 1919 Rabe, Niemiec
- 20 IX 1919–VII 1921 Roman Marcinkowski (burmistrz Kruszwicy)
- VII 1921–15 VII 1925 Józef Rosiński
- 1925–1939 Stanisław Borowiak

Pod okupacją niemiecką
- 1939–1940 burmistrz Ortwig
- 26 II 1940–31 VIII 1942 burmistrz Andrea
- 1942–1945 Erich Damrath

Od 1989 roku
- 1990–1998 dr Tadeusz Gawrysiak (I I II kadencja)
- 1998–2002 Marek Rimer
- 2002–2010 dr Tadeusz Gawrysiak (III i IV kadencja)
- 2010–nadal Dariusz Witczak

## Przynależność państwowa
Od uzyskania praw miejskich Kruszwica znajdowała się pod panowaniem następujących państw:
- 1422–1569 –  Korona Królestwa Polskiego
- 1569–1772 –  Rzeczpospolita Obojga Narodów,  Korona Królestwa Polskiego
- 1772–1807 –  Królestwo Prus
- 1807–1815 –  Księstwo Warszawskie (protektorat  Cesarstwa Francuskiego)
- 1815–1848 –  Królestwo Prus,  Wielkie Księstwo Poznańskie
- 1848–1867 –  Królestwo Prus
- 1867–1871 –  Związek Północnoniemiecki,  Królestwo Prus
- 1871–1878 –  Rzesza Niemiecka,  Królestwo Prus
- 1878–1919 –  Rzesza Niemiecka,  Królestwo Prus
- 1919 –  Republika Polska
- 1919–1939 –  Rzeczpospolita Polska
- 1939–1945 –  Rzesza Wielkoniemiecka (okupacja wojenna)
- 1945–1952 –  Rzeczpospolita Polska
- 1952–1989 –  Polska Rzeczpospolita Ludowa
- od 1989 –  Rzeczpospolita Polska

## Przewodniki, książki o Kruszwicy
- Jan Grześkowiak, Kruszwica – rys monograficzny, Toruń 1965
- Bożena Dzieduszycka, Wojciech Dzieduszycki, Maciej Maciejewski, Michał Kupczyk, „Skarby ziemi kruszwickiej. Kultura i przyroda”, Kruszwica 2007